# Ivohibe
Ivohibe – miasto w południowym Madagaskarze, w regionie Ihorombe. Według danych na rok 2014 liczyło 20 600 mieszkańców.